# Team Gerolsteiner/2006
Deze pagina geeft een overzicht van de Duitse wielerploeg Team Gerolsteiner in 2006.
| Naam              | Geboortedatum | Nationaliteit    | Ploeg 2005     |
| ----------------- | ------------- | ---------------- | -------------- |
| Robert Förster    | 27-01-1978    | Duitsland        |                |
| Markus Fothen     | 09-09-1981    | Duitsland        |                |
| Thomas Fothen     | 06-04-1983    | Duitsland        | Team Sparkasse |
| René Haselbacher  | 15-09-1977    | Oostenrijk       |                |
| Heinrich Haussler | 25-02-1984    | Duitsland        |                |
| Torsten Hiekmann  | 17-03-1980    | Duitsland        | T-Mobile Team  |
| Frank Høj         | 04-01-1973    | Denemarken       |                |
| David Kopp        | 05-01-1979    | Duitsland        | Team Wiesenhof |
| Sven Krauss       | 06-01-1983    | Duitsland        |                |
| Sebastian Lang    | 15-09-1979    | Duitsland        |                |
| Levi Leipheimer   | 24-10-.1973   | Verenigde Staten |                |
| Andrea Moletta    | 23-02-1979    | Italië           |                |
| Sven Montgomery   | 10-05-1976    | Zwitserland      |                |
| Volker Ordowski   | 09-11-1973    | Duitsland        |                |
| Davide Rebellin   | 09-08-1971    | Italië           |                |
| Michael Rich      | 23-09-1969    | Duitsland        |                |
| Matthias Russ     | 14-11-1983    | Duitsland        |                |
| Ronny Scholz      | 24-04-1978    | Duitsland        |                |
| Stefan Schumacher | 21-07-1981    | Duitsland        | Shimano        |
| Marcel Strauss    | 15-08-1976    | Zwitserland      |                |
| Georg Totschnig   | 25-05-1971    | Oostenrijk       |                |
| Fabian Wegmann    | 20-06-1980    | Duitsland        |                |
| Peter Wrolich     | 30-05-1974    | Oostenrijk       |                |
| Beat Zberg        | 10-05-1971    | Zwitserland      |                |
| Markus Zberg      | 27-06-1974    | Zwitserland      |                |

## Teams

### Ronde van de Algarve
15 februari–19 februari
- 51.  Robert Förster
- 52.  Andrea Moletta
- 53.  Sven Montgomery
- 54.  Davide Rebellin
- 55.  Matthias Russ
- 56.  Stefan Schumacher
- 57.  Marcel Strauss
- 58.  Markus Zberg

### Ronde van Californië
19 februari–26 februari
- 31.  Levi Leipheimer
- 32.  René Haselbacher
- 33.  Torsten Hiekmann
- 34.  Frank Høj
- 35.  David Kopp
- 36.  Sven Krauss
- 37.  Sebastian Lang
- 38.  Fabian Wegmann

### Ronde van het Baskenland
3 april–8 april
- 61.  Davide Rebellin
- 62.  Beat Zberg
- 63.  Matthias Russ
- 64.  Ronny Scholz
- 65.  Andrea Moletta
- 66.  Markus Fothen
- 67.  Fabian Wegmann
- 68.  Torsten Hiekmann

### Ronde van Romandië
25 april–30 april
- 21.  Beat Zberg
- 22.  Georg Totschnig
- 23.  Torsten Hiekmann
- 24.  Sebastian Lang
- 25.  Sven Montgomery
- 26.  Ronny Scholz
- 27.  Markus Zberg
- 28. —

### Critérium du Dauphiné Libéré
4 juni–11 juni
- 21.  Levi Leipheimer
- 22.  Frank Høj
- 23.  David Kopp
- 24.  Sebastian Lang
- 25.  Andrea Moletta
- 26.  Ronny Scholz
- 27.  Fabian Wegmann
- 28.  Peter Wrolich

1998 · 1999 · 2000 · 2001 · 2002 · 2003 · 2004 · 2005 · 2006 · 2007 · 2008
Ag2r Prévoyance · Bouygues Télécom · Cofidis, Le Crédit par Téléphone · Crédit Agricole · Team CSC · Davitamon-Lotto · Discovery Channel Pro Cycling Team · Euskaltel-Euskadi · La Française des Jeux · Team Gerolsteiner · Illes Balears-Caisse D'Espargne · Lampre-Fondital · Astana · Liquigas - Bianchi · Phonak Hearing Systems · Quick Step-Innergetic · Rabobank · Saunier Duval-Prodir · Team Milram · T-Mobile Team